# Mario Zoryez
Mario Zoryez (* 9. September 1950 im Departamento Río Negro) ist ein ehemaliger uruguayischer Fußballspieler, der hauptsächlich in der Abwehr und im defensiven Mittelfeld zum Einsatz kam. 

## Sportliche Karriere

### Im Verein
Er begann seine professionelle Karriere 1970 beim Club Atlético Bella Vista in der uruguayischen Hauptstadt Montevideo und wechselte vier Jahre später zum Stadtrivalen Club Atlético Peñarol – dem dominierenden Verein des Landes und einem der besten Südamerikas. Zoryez’ Engagement bei Peñarol fiel allerdings in ein Jahrzehnt nachlassenden internationalen Erfolges. Gleichwohl konnte er mit den Aurinegros einige Sommer-Freundschaftsturniere in Europa und Nordafrika gewinnen und in der heimischen Primera División vier Meistertitel erringen. Wettbewerbsübergreifend absolvierte 201 Spiele für Peñarol, in denen ihm sieben Tore gelangen. Im Jahr 1980 beendete Zoryez seine Karriere. 

### Nationalmannschaft
Aufgrund seiner sehr guten Leistungen bei Bella Vista wurde er von Trainer Hugo Bagnulo in die uruguayische Nationalmannschaft berufen. Er debütierte am 17. Mai 1973 beim 1:1-Unentschieden gegen die argentinische Auswahl im Estadio José Amalfitani in Buenos Aires – es war ein Spiel um die Copa Lipton. Anschließend absolvierte Zoryez im Juni und Juli 1973 vier Partien gegen Kolumbien und Ecuador im Rahmen der südamerikanischen Qualifikation zur Weltmeisterschaft des darauffolgenden Jahres. Darüber hinaus gehörte er auch den uruguayischen Kadern für die Copa América 1975 sowie die Copa América 1979 an, kam allerdings lediglich bei letzterer Austragung in zwei Gruppenspielen gegen Ecuador zum Einsatz. Dabei absolvierte Zoryez am 16. September 1979 auch sein letztes Länderspiel.
Insgesamt lief er 18-mal für sein Land auf – in sechs Wettbewerbspartien und zwölf Freundschaftsspielen. Dabei stehen sieben Siege, sechs Unentschieden und fünf Niederlagen zu Buche.

## Erfolge
- Uruguayischer Meister: 1974, 1975, 1978, 1979

Sommerturniere
- Trofeo Teresa Herrera (A Coruña): 1974, 1975
- Copa Mohamed V (Casablanca): 1974
- Trofeo Costa del Sol (Málaga): 1975